# Вільям Макнеллі
Сержант Вільям МакНеллі VC, MM і планка (16 грудня 1894 – 1 травня 1976) був солдатом Британської армії та англійським кавалером Хреста Вікторії (VC), найвищої та найпрестижнішої нагороди за доблесть перед обличчям ворога, якою можуть бути нагороджені сили Великої Британії та Співдружності націй.

## Деталі

Джеймс Холл та Вільям МакНеллі

Йому було 23 роки, і він був сержантом 8-го (S) батальйону Йоркширського полку (Олександра, принцеса Уельська), Британської армії під час Першої світової війни, коли відбувся наступний подвиг, за який він був нагороджений VC.[джерело?]
27 жовтня 1918 року на річці П'яве, Італія, коли його рота була серйозно затримана кулеметним вогнем, сержант МакНеллі, незважаючи на особисту безпеку, самотужки кинувся на кулеметний пост, убивши обслугу та захопивши гармату. Пізніше, у Ваццолі 29 жовтня, сержант підкрався до тилу ворожого посту, змусив гарнізон тікати та захопив кулемет. Того ж дня, утримуючи нещодавно захоплений рів, він зазнав сильної контратаки з обох флангів, але, холоднокровно контролюючи вогонь своєї групи, він зірвав цю атаку, завдавши важких втрат противнику.
Його VC виставлений у Імперський воєнний музей, Лондон, у галереї Ашкрофта. Його копії медалей та особиста історія зберігаються в музеї Грін Ховардс, Річмонд (Північний Йоркшир), разом із медалями мешканця Мертона, Джеймса Холла DCM MM.

## Зовнішні посилання
- [https://web.archive.org/web/20041210053045/http://www.homeusers.prestel.co.uk/stewart/codurham.htm Місцезнаходження могили та медалі VC (Графство Дарем)
- VC онлайн-біографія